# Karen Carpenter
Karen Anne Carpenter (ur. 2 marca 1950, zm. 4 lutego 1983) – amerykańska piosenkarka i perkusistka, wraz ze swoim starszym bratem Richardem tworzyła duet Carpenters. Ceniona z powodu trzyoktawowego kontraltu. Cierpiała na mało znaną wówczas anoreksję, jej śmierć z powodu niewydolności serca w wieku 32 lat, związana z powikłaniami po chorobie doprowadziła do zwiększenia świadomości zaburzeń odżywiania.

## Młodość
Karen Anne Carpenter urodziła się 2 marca 1950 r. w New Haven w stanie Connecticut jako córka Agnes Reuwer (ur. 5 marca 1915, zm. 10 listopada 1996) oraz Harolda Bertrama Carpentera (ur. 8 listopada 1908, zm. 15 października 1988). Jej jedynym rodzeństwem był 3 lata starszy brat, Richard, który był cudownym dzieckiem grającym na fortepianie. Lubiła tańczyć, w wieku czterech lat zapisano ją na zajęcia stepowania i balet.
Rodzina przeprowadziła się w czerwcu 1963 r. do Downey na przedmieścia Los Angeles. Karen rozpoczęła naukę w Downey High School w 1964 roku o rok młodsza od kolegów z klasy. Dołączyła do orkiestry szkolnej, aby uniknąć zajęć sportowych. Początkowo grała na dzwonkach, namówiła kolegę z klasy Frankie Chaveza aby nauczył ją grać na perkusji. Ten namówił rodzinę, by kupiła jej zestaw perkusyjny za 300 $. Jej entuzjazm doprowadził ją do nauczenia się gry skomplikowanych metrum i chwytów w krótkim czasie.
Karen ukończyła Downey High School wiosną 1967 roku, otrzymując nagrodę John Philip Sousa Band Award i zapisała się na specjalizację muzyczną w stanie Long Beach, gdzie występowała w chórze studenckim z Richardem. Dyrektor chóru, Frank Pooler odkrył, że Karen ma dobry głos, który szczególnie nadaje się do popu i zaczął udzielać lekcji, rozwijając jej głos do zakresu trzech oktaw.

## Kariera

### Z Carpenters

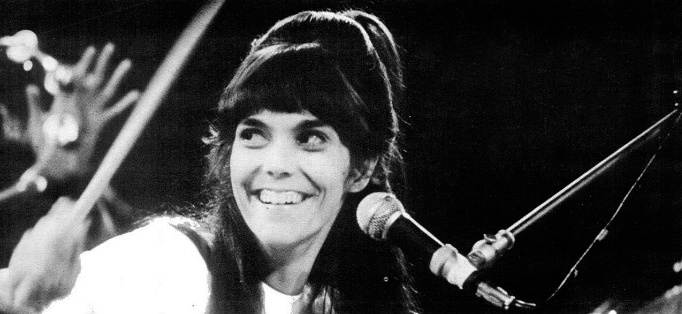
Karen Carpenter gra na perkusji na początku lat 70

Pierwszym zespołem Karen było Two Plus Two, dziewczęce trio utworzone z przyjaciółmi z Downey High School. W 1965 r. Karen, Richard i jego kolega ze studiów, Wes Jacobs (basista i trębacz) utworzyli Richard Carpenter Trio. Zespół grał jazz w klubach nocnych, pojawił się w telewizyjnym programie talentów Your All-American College Show. W tym okresie Karen jeszcze nie śpiewała, okazyjną wokalistką była Margaret Shanor. Trio podpisało kontrakt z RCA Records i nagrało dwa single, które nie zostały wydane.
W kwietniu 1966 roku rodzeństwo Carpenters zostało zaproszone na przesłuchanie z basistą Joe Osbornem, członkiem zespołu The Studio Wrecking Crew. Chociaż początkowo oczekiwano, że będzie tylko perkusistką, Karen próbowała śpiewać i zrobiła na zespole wrażenie swoim nietypowym głosem. Osborn podpisał z nią umowę nagraniową dla swojej wytwórni Magic Lamp Records, natomiast nie był szczególnie zainteresowany zaangażowaniem jej brata.
Gdy w 1967 roku Jacobs opuścił trio (by studiować w Juilliard School) Karen wraz z pozostałymi muzykami utworzyła grupę Spectrum – eksperymentując z wielościeżkowymi harmoniami wokalnymi nagrali wiele taśm demonstracyjnych w garażowym studio Osborna. Taśmy te zostały odrzucone przez wytwórnie. Grupa miała trudności z przyciągnięciem fanów na żywo, ponieważ ich brzmienie było zbyt odmienne od hard rocka i psychodelicznego rocka, popularnego wówczas w klubach.
A&M Records ostatecznie podpisało kontrakt z Carpenters na kontrakt nagraniowy w 1969 roku. Karen rozpoczęła swoją karierę jako perkusista i wokalistka grupy, początkowo śpiewała spoza zestawu perkusyjnego. Zaśpiewała większość piosenek na pierwszym albumie zespołu, Offering (w reedycjach zatytułowanyTicket to Ride), brat napisał dziesięć z trzynastu piosenek z albumu i zaśpiewał pięć z nich. Utwory początkowe i końcowe zostały wspólnie zaśpiewane przez oboje. Oprócz perkusji Karen grała na gitarze basowej w dwóch utworach. „Ticket to Ride”, cover Beatlesów, który później stał się utworem tytułowym albumu, wydany jako pierwszy singiel osiągnął 54 pozycję na liście Billboard Hot 100. Na ich następnym albumie Close to You z 1970 znalazły się już dwa hity: (Long Long to Be) Close to You i We Have Only Just Begun, które dotarły na 1 i 2 miejsce Hot 100.
Ponieważ Karen mierzyła 1,63 m widzom trudno było dostrzec ją zza zestawu perkusyjnego. Z recenzji wynikało, że zespołowi w występach na żywo brakuje lidera. Richard i menedżer Sherwin Bash namówili Karen, aby stanęła przy mikrofonie, a inny muzyk (Cubby O’Brien) zastąpił ją na perkusji. Początkowo czuła się niekomfortowo śpiewając solo, ponieważ czuła się pewniej za perkusją. Po nagraniu kolejnych płyt (Now & Then w 1973) Karen coraz więcej śpiewała i rzadziej grała stając się centralnym punktem występów na żywo. Niemniej zawsze uważała się za „śpiewającą perkusistkę” elementem koncertów były prawie zawsze jej długie solówki perkusyjne. Chociaż miała zakres wokalny trzech oktaw, większość przebojów duetu opierało się na dolnych rejestrach jej kontraltu, co sama komentowała żartobliwie „Pieniądze są w piwnicy” („The money’s in the basement”).
W połowie lat 70. Richard Carpenter cierpiący na bezsenność uzależnił się od metakwalonu. Zespół zaczął odwoływać trasy koncertowe, ostatni występ na żywo miał miejsce 4 września 1978 roku w MGM Grand w Las Vegas. W 1980 roku Karen wykonała składankę standardów w duecie z Ella Fitzgerald w programie telewizyjnym Carpenters Muzyka, muzyka, muzyka. W 1981 roku, po wydaniu albumu Made in America (który okazał się ich ostatnim), Carpenters powrócili na scenę i odbyli trasy promocyjne, w tym występ w programie BBC Nationwide. Ostatnia piosenka nagrana przez Karen w kwietniu 1982 roku nosi tytuł Now.

### Solo
Karen wydała swoją pierwszą solową płytę Looking for Love/I’ll Be Yours w 1967 roku w wytwórni Osborn’s Magic Lamp, wytłoczono tylko 500 kopii. W 1979 r. (gdy Richard leczył swoje uzależnienie) Karen nagrała solowy album współpracując z producentem Philem Ramone. Nagrano muzykę w odmiennym stylu niż typowy repertuar Carpenters – w stylu disco, wykorzystując w pełni górny rejestr wokalny Karen. Nagrania spotkały się z chłodną reakcją brata oraz kierownictwa wytwórni. Na początku 1980 roku, został odłożony na półkę przez współwłaściciela A&M Records Herba Alperta a wytwórnia obciążyła Karen kwotą 400 000 $ na pokrycie kosztów nagrania niewydanego albumu. Część tego albumu została komercyjnie wydana w 1989 r. – niektóre z jego utworów (zremiksowane przez Richarda) znalazły się na albumie Lovelines – ostatnim niekompilacyjnym albumie z utworami Carpenters. Dopiero w 1996 roku ukazał się pełny album solowy z tej sesji zatytułowany Karen Carpenter.

## Życie osobiste
Karen miała skomplikowane relacje z rodzicami, którzy byli zawsze pewni, że talent muzyczny Richarda zostanie doceniony, natomiast nie byli przygotowani na sukces Karen. Mieszkała z nimi do roku 1974. We wczesnych wywiadach nie wykazywała zainteresowania romansami ani małżeństwem, uważając, że taki związek nie przetrwa ciągłych tras koncertowych. Później spotykała się z kilkoma mężczyznami, m.in. z Tony Danza, Markiem Harmonem, Steve’em Martinem.
Po kolejnym romansie wyszła za mąż za dewelopera Thomasa Jamesa Burrisa 31 sierpnia 1980 r. Burris, rozwodnik z 18-letnim synem, był o dziewięć lat starszy od niej. Para zamieszkała w Newport Beach. Karen desperacko pragnęła dzieci, lecz mąż przeszedł wazektomię i odmówił wykonania operacji jej odwrócenia. Ich związek nie przetrwał tego konfliktu i zakończył się po 14 miesiącach. Karen złożyła pozew o rozwód w październiku 1982 gdy przebywała w szpitalu.

## Choroba i śmierć
Karen, będąc puszystą nastolatką (ponad 70 kg) zaczęła się odchudzać w szkole średniej. Pod kierunkiem lekarza rozpoczęła dietę Stillmana — pijąc osiem szklanek wody dziennie i unikając tłustych potraw, zmniejszyła swoją wagę do 54 kg. W 1973 roku uznała, że wygląda grubo; początkowo zatrudniła osobistego trenera, który doradził jej zmianę diety, następnie zwolniła go i rozpoczęła własny program odchudzania, używając sprzętu do ćwiczeń. Zrzuciła kolejne 9 kg, we wrześniu 1975 r. Jej waga wynosiła 41 kg, co było widoczne podczas występów na żywo. Brat później stwierdził, że on i jego rodzice nie wiedzieli, jak pomóc Karen. W 1981 roku rozpoczęła leczenie w Nowym Jorku u psychoterapeuty Stevena Levenkrona.
Pod koniec 1981 r. Karen zaczęła stosować lek na tarczycę (lewotyroksynę) w celu przyśpieszenia metabolizmu. Stosowała go w połączeniu z codziennym spożywaniem dużej ilości środków przeczyszczających. Stan jej nadal się pogarszał, Karen zaczęła mieć zawroty głowy i jej serce biło nieregularnie. Wreszcie we wrześniu 1982 r. została przyjęta do szpitala Lennox Hill w Nowym Jorku, gdzie została poddana dożylnemu żywieniu pozajelitowemu. Kuracja się powiodła i przybierała na wadze w stosunkowo krótkim czasie; do końca życia utrzymywała względnie stabilną wagę. Karen wróciła ze szpitala do Kalifornii w listopadzie 1982 r. zdecydowana kontynuować karierę i sfinalizować rozwód. 11 stycznia 1983 r. Karen po raz ostatni wystąpiła publicznie na zebraniu byłych laureatów nagrody Grammy , wydawała się nieco wyczerpana, ale według Dionne Warwick była żywa i towarzyska.
1 lutego 1983 r. Karen po raz ostatni spotkała się z bratem omawiając dalsze plany wznowienia tras koncertowych. Na 4 lutego zaplanowała podpisać dokumenty oficjalnie potwierdzające rozwód. Noc z 3 na 4 lutego spędziła w domu rodziców w Downey. Krótko po przebudzeniu upadła w sypialni. Ratownicy stwierdzili, że jej serce bije 6 razy na minutę. Zawieziona do szpitala Downey Community została uznana za martwą o 9:51 rano.
Pogrzeb Karen Carpenter miał miejsce 8 lutego 1983 r. w Downey United Methodist Church. Wzięło w nim udział około tysiąca żałobników, w tym m.in. Dorothy Hamill, Olivia Newton-John, Petula Clark i Dionne Warwick. Jej mąż również brał udział w uroczystości wrzucając obrączkę ślubną do trumny. Została pochowana w Forest Lawn Memorial Park w Cypress w Kalifornii. W 2003 r. jej ciało zostało przeniesione i Karen pochowano obok rodziców (którzy odeszli w latach dziewięćdziesiątych) w mauzoleum w Pierce Brothers Valley Oaks Memorial Park w Westlake Village w Kalifornii.
Autopsja wykluczyła przedawkowanie narkotyków, przypisując śmierć „kardiotoksyczności emetyny z powodu lub w wyniku jadłowstrętu psychicznego”, poziom cukru we krwi wynoszący 1110 miligramów na decylitr – ponaddziesięciokrotność maksymalnej (raport z autopsji Karen). Dwa lata później koroner powiedział, że niewydolność serca była spowodowana nadużywaniem syropu Ipecac (dostępnym bez recepty) stosowanym do wywoływania wymiotów w przypadkach przedawkowania lub zatrucia.

## Upamiętnienie

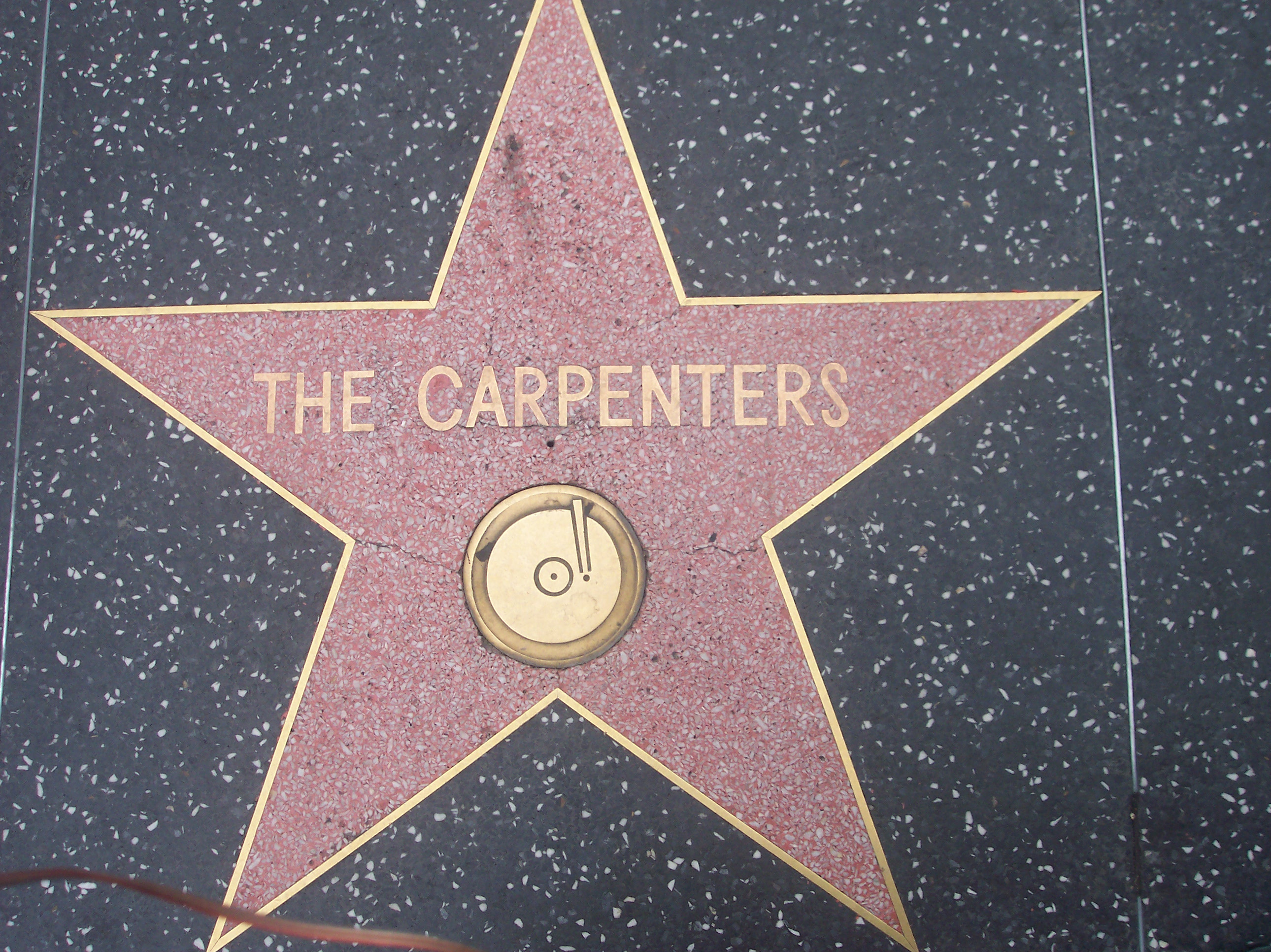
Gwiazda Carpenters na Hollywood Walk of Fame

12 października 1983 r. the Carpenters otrzymali gwiazdę na Hollywood Walk of Fame. W 1999 r. VH1 umieścił Karen na 29 miejscu na liście 100 największych kobiet rock and rolla. W 2010 roku Rolling Stone umieściła ją na 94 pozycji na liście 100 największych piosenkarzy wszech czasów.
Śmierć Karen Carpenter zwróciła uwagę mediów na jadłowstręt psychiczny, choroba ta nie była wcześniej powszechnie znana. Jej rodzina założyła Karen A. Carpenter Memorial Foundation, która zbiera pieniądze na badania nad jadłowstrętem psychicznym i innymi zaburzeniami odżywiania.

## Biografie
W 1987 powstał 43-minutowy animowany film lalkowy zatytułowany Superstar: The Karen Carpenter Story, wyreżyserowany przez Todda Haynesa. Został wycofany z obiegu w 1990 roku, po tym, jak Haynes przegrał pozew o naruszenie praw autorskich złożony przez brata Karen. Jest traktowany jako kultowy.
W 1989 r. ukazał się film telewizyjny The Karen Carpenter Story (został wyemitowany w CBS) z Cynthią Gibb w roli tytułowej. Użyto podkładów muzycznych z głosem Karen (z wyjątkiem utworu The End of the World). Film pomógł przywrócić popularność muzyki duetu. Richard początkowo entuzjastyczny wobec projektu o latach uznał współpracę przy filmie za błąd. Richard współpracował przy realizacji filmów dokumentalnych Close to You: Remembering The Carpenters (1997) oraz Only Yesterday: The Carpenters Story (2007).
Randy Schmidt napisał opublikowaną w 2010 biografię Karen Carpenter, Little Girl Blue z przedmową Dionne Warwick opartą na wywiadach z innymi przyjaciółmi i współpracownikami.

## Dyskografia

### Z Carpenters
- Offering (później jako Ticket to Ride) (1969)[29]
- Close to You (1970)
- Carpenters (1971)
- A Song for You (1972)
- Now & Then (1973)
- Horizon (1975)
- A Kind of Hush (1976)
- Passage (1977)
- Christmas Portrait (1978)
- Made in America (1981)

#### Albumy pośmiertne
- Voice of the Heart (1983)
- An Old-Fashioned Christmas (1984)
- Lovelines (1989)
- As Time Goes By (2001/2004)

### Solowe
- Karen Carpenter (1996)